# Sidareja (Sidareja)
Sidareja is een bestuurslaag in het regentschap Cilacap van de provincie Midden-Java, Indonesië. Sidareja telt 7046 inwoners (volkstelling 2010).